# Pete Edochie
Pete Edochie (Enugu, 7 de marzo de 1947) es un actor nigeriano. Edochie es considerado uno de los mejores actores de África, siendo reconocido con un premio al mérito por Africa Magic y un premio a la trayectoria por la Academia del Cine Africano. Logró el reconocimiento en la década de 1980 por interpretar el papel de Okonkwo en la adaptación televisiva de la novela Todo se desmorona. En 2003 fue nombrado miembro de la Orden del Níger por el entonces presidente Olusegun Obasanjo.

## Filmografía

### Cine y televisión
- Lionheart (2018)
- Mummy Why (2016)
- Heavy Battle (2008)
- Test Your Heart (2008)
- Greatest Harvest (2007)
- Secret Pain (2007)
- Fair Game (2006)
- Holy Cross (2006)
- Lacrima (2006)
- Living with Death (2006)
- Passage of Kings (2006)
- Simple Baby (2006)
- Zoza (2006)
- Azima (2005)
- Baby Girl (2005)
- End of Money (2005)
- Living in Tears (2005)
- Never End (2005)
- No More War (2005)
- Ola... the Morning Sun (2005)
- Price of Ignorance (2005)
- The Price of Love: Life Is Beautiful (2005)
- Sacred Tradition (2005)
- The Tyrant (2005)
- Across the Niger (2004)
- Coronation (2004)
- Dogs Meeting (2004)
- Dons in Abuja (2004)
- The Heart of Man (2004)
- King of the Jungle (2004)
- Love from Above (2004)
- My Desire (2004)
- Negative Influence (2004)
- The Staff of Odo (2004)
- St. Michael (2004)
- Above Death: In God We Trust (2003)
- Arrows (2003)
- Billionaire Club (2003)
- Egg of Life (2003)
- Honey (2003)
- Love & Politics (2003)
- Miserable Wealth (2003)
- The Omega (2003)
- Onunaeyi: Seeds of Bondage (2003)
- Rejected Son (2003)
- Selfish Desire (2003)
- Super Love (2003)
- Tears in the Sun (2003)
- Tunnel of Love (2003)
- When God Says Yes (2003)
- Battle Line (2002)
- My Love (2002)
- Tears & Sorrows (2002)
- Greedy Genius (2001)
- Holy Ghost Fire (2001)
- Terrible Sin (2001)
- Oduduwa (2000)
- Set-Up (2000)
- Chain Reaction (1999)
- Lost Kingdom (1999)
- Narrow Escape (1999)
- Living in Darkness (1999)
- Rituals (1997)
- Things Fall Apart (1987)